# きみさらずタワー
きみさらずタワーは、千葉県木更津市の太田山公園内にある塔。木更津市にまつわる伝説にちなんだ建築物で、塔の先端に日本武尊（やまとたけるのみこと）と弟橘媛（おとたちばなひめ）の銅像が向かい合って立つ。日本の夜景100選やちば眺望100景に選定されている。

## 概要
1992年（平成4年）3月にふるさと創生事業を導入し、木更津市の市制施行50周年記念に建設された。
標高44 mの太田山山頂に立ち、展望所の高さは11.7 m、タワーの高さは28 mである。木更津市の街中にありながら、360度の風景を眺めることが可能で、展望台からは木更津市街のみならず、東京湾まで一望でき、対岸に東京タワーや横浜ランドマークタワーも見ることができる。天気が良ければ新宿副都心まで見渡せるという。タワーから西方向に見える長須賀地区の水田地帯は、前方後円墳や金鈴塚古墳など巨大な古墳が並んでいた（祇園・長須賀古墳群）。
タワーは駐車場から見上げると船の形に見える。これは、江戸時代に江戸と木更津の間で物資の往来に用いられた木更津船をイメージして造られたものである。剣の形と紹介されることもある。
塔の名前「きみさらず」は、木更津市が市名の由来として広めている日本武尊と弟橘媛の悲恋伝説にちなんでいる。この悲恋伝説というのは後世の創作であり、其の出典を詳らかにせず吉田東伍著『大日本地名辞書』は、愈（いよいよ）惑へりと断罪しているが、『木更津市史』では、木更津市にとっては捨てがたいとしているものである。『日本書紀』は、日本武尊の東征において、相模から上総に渡ろうとした際突然暴風が起こって海が荒れたので、弟橘媛が身代りに海に入ると暴風はすぐに止み船は無事岸につけられた、こうして日本武尊は上総より転じて陸奥国に入られた、そのとき大きな鏡を船に掲げて、海路をとって葦浦を廻り玉浦を横切って蝦夷の支配地に入られた、とするが、悲恋伝説ではこの時日本武尊は弟橘媛の運命を悲しみ、しばらくこの地を去らなかったことから、後に「君不去」（きみさらず）と名付けられ、木更津に変化した、とされる。しかし、実際には「木更津」の地名の由来は、アイヌ語の「キサラ」（「耳」）にちなむという説やキサゴ貝にちなむという説などが出されており、いまだに確定はしていないが、日本武尊や弟橘媛にちなむわけではない。

## 夜景

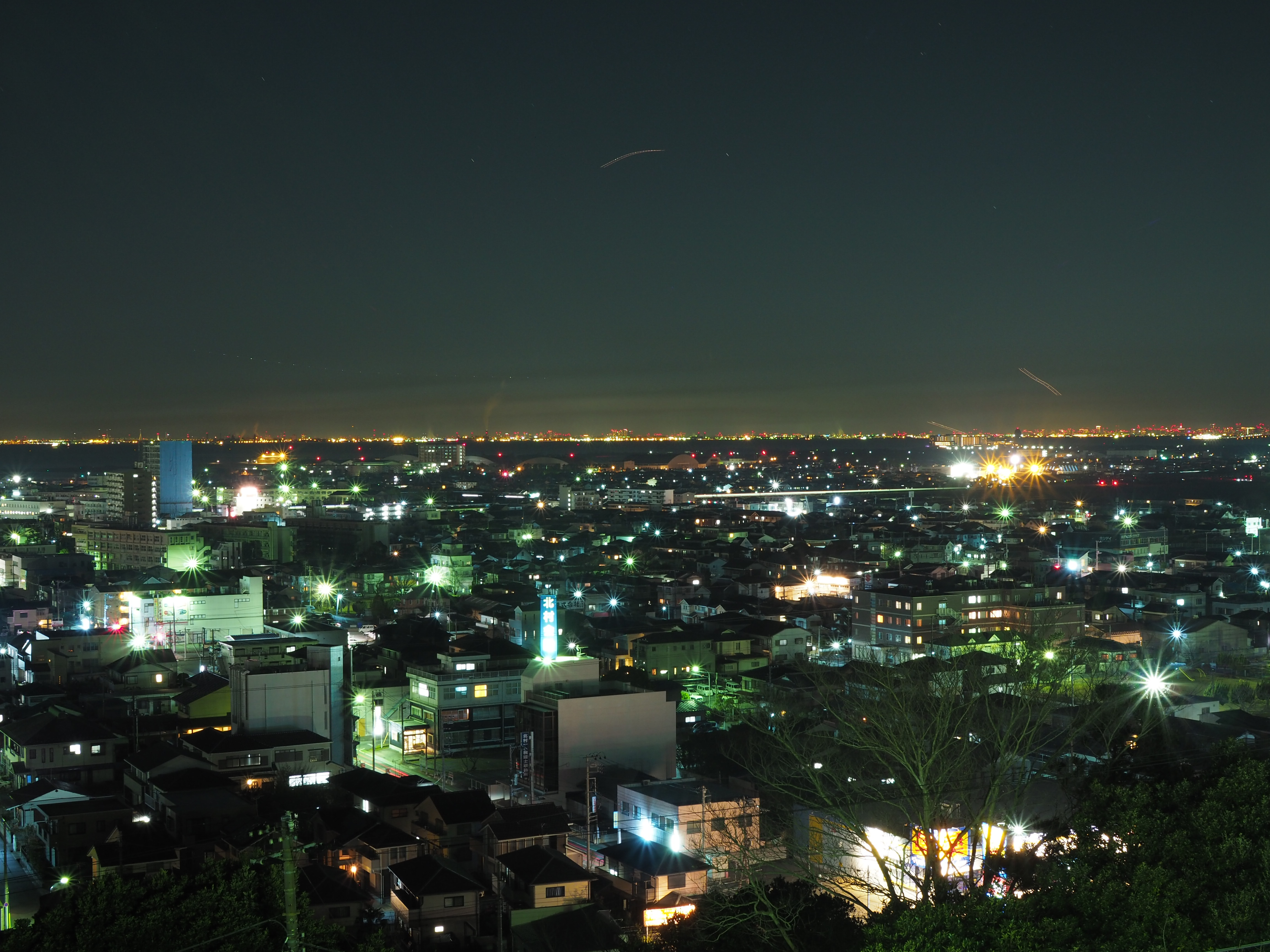
きみさらずタワーからの夜景

きみさらずタワーは夜景スポットでもあり、夜景倶楽部は人が比較的少なめで雰囲気も良いと評している。夜間には手を差し伸べ合う日本武尊と弟橘姫の像がライトアップされる。
カップルが多く訪れ、日本で特に美しい100か所の夜景として2004年（平成16年）8月に日本の夜景100選に選定された。また、2011年（平成23年）2月10日放送のテレビ朝日の情報番組『やじうまテレビ！』にて「こだわり旬間ランキング〜恋が成就する夜景」の第1位としてきみさらずタワーからの夜景が取り上げられた。

## 交通
- JR内房線・久留里線木更津駅東口より
  - 徒歩約15分[1][6]。
  - バス太田循環に乗車、恋の森下車、徒歩約5分[18]。
- 千葉県道23号木更津末吉線沿い。
  - 駐車場あり（68台、無料）[4]。